# 伊藤雅子
伊藤 雅子（いとう まさこ、1978年7月5日 - ）は、日本の元お笑い芸人である。身長162cm。血液型はA型。

## 人物・来歴
京都府出身。女子美術大学出身。1995年10月に小学生時代からの幼なじみだった亀村愛とVERSUSという女性漫才コンビ（1998年9月に亀村に代わって2人が加わりトリオに）を結成し、『ボキャブラ天国』シリーズなどのテレビ番組やライブなどで活動していた。VERSUS解散後はピン芸人として活動を続けていて、テレビタレントや女優の仕事もしている。芸人としては、巨体を生かしたギャグを多く持っている。代表的なギャグは「うるせえなぁ・こまけぇなぁ・しつけぇなぁ」や「がおがおがぶー」等がある。
太田プロダクションの芸能人女子フットサルチーム「YOTSUYA CLOVERS」のGKで、前キャプテン。背番号は「1」。スフィアリーグなどのフットサルの試合では、ASAI RED ROSEのGKで同じ芸人のまぁこと比べられ“巨体雅子対決”などと会場内でアナウンスされたことがある。2008年1月、退団。
その後は芸能活動をしていない事から、現在は引退しているようである。

## 出演
テレビ
- すっぴんDNA
- 快傑熟女!心配ご無用
- 文武両道
- 家族そろってボキャブラ天国
- パーフェクトラブ!
- ウッチャンナンチャンの炎のチャレンジャーこれができたら100万円!!
- タモリ倶楽部
- リングの魂
- 恋するアミパラ
- OLヴィジュアル系
- TRICK
- 海猿
- お美也
- 御宿かわせみ
- 月曜ゴールデン「離婚妻探偵」（2006年11月27日、TBS） - OL 役
- 水曜ミステリー9「監察医・篠宮葉月 死体は語る9」（2008年）　‐　生方朋香役

## 賞歴
- ミスやるっきゃない